# The Macra Terror
The Macra Terror (La Terreur des Macras) est le trente-quatrième épisode de la première série de la série télévisée britannique de science-fiction Doctor Who, diffusée pour la première fois en quatre parties hebdomadaires du 11 mars au 1er avril 1967. Aucune partie complète de cet épisode n'ayant été retrouvée, il est considéré comme disparu.

## Accroche
2070, le Docteur et ses compagnons se retrouvent sur une planète colonisée par les humains du futur. Chapeauté par une figure nommée "Le Contrôleur" le Docteur et ses compagnons découvrent que celle-ci est gouvernée par des créatures extra-terrestres appelées les Macras.

## Casting
- Patrick Troughton — Le Docteur
- Anneke Wills — Polly
- Michael Craze — Ben Jackson
- Frazer Hines — Jamie McCrimmon
- Peter Jeffrey — Le Pilote
- Graham Armitage — Barney
- Ian Fairbairn — Questa
- Jane Enshawe — Sunaa
- Sandra Bryant & Karol Keyes — Chicki
- Maureen Lane — Majorette au Tambour
- Terence Lodge — Medok
- Gertan Klauber — Ola
- Graham Leaman — Le Contrôleur
- Anthony Gardner — Alvis
- Denis Goacher — Voix de Contrôle
- Richard Beale — Voix du Speaker/Propagandiste
- Robert Jewell — L'opérateur Macra
- John Harvey — Officier
- John Caesar, Steve Emerson & Danny Rae — Les Gardes
- Ralph Carrigan, Roger Jerome & Terry Wright — Les Majorettes

## Résumé
Alors qu'ils voyagent dans le TARDIS, Polly aperçoit sur le scanner de la planète où ils s'apprêtent à atterrir les pinces géantes d'un monstre terrifiant. Il s'avérera qu'il s'agit en fait d'une image issue du futur. À peine sortis du vaisseau, ils croisent la route d'un homme totalement paniqué et apparemment agressif, Medok. Ben et Jamie l'immobilisent et deux gardes viennent le récupérer.
Pour les remercier, les gardes les invitent sur leur colonie qui semble un monde dédié au plaisir et sous la protection d'une figure nommée le Contrôleur qui apparaît sur écran géant pour donner des instructions et des messages d'encouragements. Tous décident de profiter des plaisirs de la colonie, sauf Jamie qui ressent une sorte de méfiance pour ce lieu. Visitant un Centre de Travail, Polly, Ben, Jamie et le Docteur demandent en quoi consistent le travail de la colonie. Tous travaillent pour traiter et réguler un gaz qui est vital pour la colonie entière. Cela attire la suspicion du Docteur.
Le Docteur tente de comprendre pourquoi Medok avait l'air paniqué. Tentant une entrevue avec lui dans sa cellule, celui-ci en profite pour s'évader. Sous prétexte de sûreté il est interdit de sortir de la colonie la nuit. Le Docteur sort quand même pour reparler à Medok, alors qu'une patrouille recherche aussi le fugitif. Une fois que le Docteur le retrouve, ils tentent d'échapper aux gardes, mais face à eux, une énorme créature semblable à un crustacé apparaît : un Macra.
Medok peut enfin expliquer les raisons de sa peur : il est persuadé que la colonie est dirigée en sous-main par les Macras. Il se rend aux gardes, espérant leur faire entendre raison en leur montrant les preuves. Ceux-ci ne l'écoutent pas et ne vont pas vérifier, alors que les Macras sont juste sous leurs nez. De même, les arguments du Docteur seront réfutés car il est pour eux un étranger.
Le Docteur et Medok sont amenés au bureau du Pilote. Pour s'en tirer, le Docteur tente de lui faire comprendre qu'il ne croit pas Medok. Entrant dans son jeu, Medok explique que le Docteur l'incitait à se rendre. Lors de la discussion, on apprend que le gaz doit être envoyé quoi qu'il arrive dans les souterrains, sans qu'aucune raison valable ne soit donnée. Le Docteur est libéré tandis que Medok est emmené pour être rééduqué.
Alors que Ben, Polly et Jamie dorment, des enceintes près de leur lits diffusent un message hypnotique leur demandant d'obéir à la colonie et de ne pas croire à l'existence des Macras. Jamie y échappera par insomnie, Polly se fera détruire le sien par le Docteur, mais Ben sera soumis à l'hypnose et souhaite travailler pour la colonie. Il préviendra les gardes des agissement du Docteur.
Le Docteur et Jamie sont emmenés par les gardes, tandis que Polly tente de faire entendre raison à Ben. Polly s'enfuit et Ben part à sa poursuite. Ils tomberont nez-à-nez avec un Macra et Ben sauvera la vie de son amie. Interrogés sur cette affaire par le Pilote, Ben niera avoir vu le Macra.
Dans le bureau du Pilote, Jamie s'interroge sur l'existence du Contrôleur et demande à le voir en vidéo (auparavant son image était statique). L'écran fait apparaître le même homme, mais bien plus âgé. Il a perdu sa confiance en lui, semble terrorisé et une pince géante apparaît dans le champ pour arrêter son discours.
Malgré la violence de l'incident, seul le Docteur, Polly et Jamie semblent s'en souvenir. Ils sont envoyés dans les mines rejoindre Medok pour récolter du gaz. Cette épreuve difficile est l'équivalent d'une mise à mort. Tandis que Jamie, Polly et Medok s'occupent du travail manuel sous la surveillance de Ben, le Docteur reste avec un opérateur de la colonie pour s'occuper des machines chargées de gérer le gaz. Il comprend assez vite l'algorithme pour les contrôler au grand étonnement de l'opérateur qui explique qu'il a fallu plusieurs années à leur machine pour le décoder.
Jamie ayant remarqué une porte non loin, lui et Medok récupèrent les clés auprès de l'opérateur. Jamie réussit à s'enfuir à travers la porte, suivi par Medok qui se fera rattraper par un Macra. De son côté, le Docteur remarque que Ben n'a pas réussi à signaler la fuite de Jamie aux gardes.
Jamie quant à lui, fait face à un macra inanimé, mais l'envoi de gaz dans le tunnel le réveille. Il se retrouve face à plusieurs Macras menaçants et est sauvé par le Docteur qui manipule les machines. L'air pur se remettant à circuler dans le tunnel, les Macras se rendorment. Jamie s'échappe de l'emprise de l'un d'entre eux, et cherche une sortie. Improvisant pour s'échapper, il se retrouve dans une troupe de majorettes chargées de faire passer la propagande de la colonie. Se faisant passer pour un nouveau danseur, Jamie réussit à s'échapper en faisant une petite danse écossaise mais retombe sur les gardes.
Le Contrôleur ordonne de recommencer l'opération, mais le Docteur et Polly réussissent à s'enfuir grâce aux clés de l'opérateur. Ils trouvent la cabine du Contrôleur et s'aperçoivent qu'un Macra se fait passer pour lui.
Jamie et Ben sont dans le bureau du Pilote et Ben se fait réprimander pour ne pas avoir dénoncé Jamie, lorsqu'un des responsables de la sécurité, Ola, accuse le Pilote de ne pas faire son travail. Le Docteur fait irruption et réussit à convaincre le Pilote de l'existence des Macras et de la supercherie du Contrôleur. Le Pilote se rebelle, mais le Contrôleur l'envoie ainsi que le Docteur et ses compagnons, se faire gazer dans les tunnels.
Alors qu'ils sont sur le point de mourir, Ben se rebelle du pouvoir hypnotique et accepte de suivre les conseils du Docteur pour saboter les machines à gaz. Celles-ci explosent.
Débarrassée de l'emprise des Macras, la colonie organise une fête pour remercier le Docteur et projette de l'élire en tant que futur Pilote. Celui-ci prend peur et s'enfuit avec ses compagnons en effectuant la danse de Jamie.

## Continuité
- L'épisode reprend exactement au même moment où se finissait l'épisode précédent.
- Après 40 ans d'absence, les Macras réapparaissent en 2007 dans l'épisode « L'Embouteillage sans fin »

## Production

### Scénarisation
C'est le troisième et dernier scénario pour Doctor Who écrit par le scénariste Ian Stuart Black après « The Savages » et « The War Machines » . C'est le story-éditor (responsables des scripts) Gerry Davies qui lui soumis l'idée en novembre 1966 d'une histoire basée sur une colonie spatiale de vacances vivant sans le savoir sur des extra-terrestres vivant sous terre. Aucun des deux ne voulait réutiliser des monstres vus dans la série et optèrent pour les araignées géantes, un monstre n'ayant jamais été utilisé. Le 11 décembre 1966 Black fut donc engagé pour écrire officiellement l'épisode sous le titre provisoire de "The Spidermen" (les hommes-araignés.)
Dans le scénario sous sa première forme, le Docteur était envoyé subir un lavage de cerveau durant la seconde partie mais celui-ci échouait; le Pilote s'appelait le Premier Ministre; et les aliens ressemblaient assez à des insectes. Le script pris le nom de travail de "The Insect Man" mais Gerry Davies lui expliqua que cela pouvait porter à confusion avec les extra-terrestres géants vus dans « The Web Planet. » Ils décident d'en faire des crustacés géants répondant aux noms de "Macras" en s'inspirant du nom japonais du crabe-araigné, le Macrocheira kaempferi. Hélas, lors de la réécriture du scénario, il laisse passer quelques fautes ce qui fait que les monstres sont parfois décrits comme des insectes géants. Le script de l'épisode devient "The Macras" puis "The Macras Terror" à la fin du mois de janvier 1967.
Une certaine filiation avec la future série Le Prisonnier est avancée par certains : Ian Stuart Black ayant longtemps bossé sur la série Destination Danger il est possible qu'il ait prit des idées de son cocréateur, Patrick McGoohan.

### Casting
- Vers le mois de décembre, le contrat d'Anneke Wills fut étendu à 8 parties, afin de pouvoir jouer dans cet épisode et le suivant, Gerry Davies et le producteur Innes Lloyd estimant que les personnages de Ben et Polly ne fonctionnaient pas très bien.
- L'actrice Sandra Bryant ne pouvait jouer le rôle de Chicki dans la quatrième partie et fut remplacée par Karol Keyes.
- Peter Jeffrey rejoua le rôle du Comte Grendel dans « The Androids of Tara. »
- Sandra Bryant a précédemment joué Kitty dans « The War Machines. »
- John Harvey jouait aussi le Professor Brett dans « The War Machines. »
- Gertan Klauber était aussi apparu dans « The Romans. »

### Tournage
Cet épisode fut réalisé par John Davies dont il s'agit du seul travail sur la série. Le tournage commença par la scène de poursuite entre Medok et les gardes, filmée le 15 février à Dunstable dans le Bedfordshire. Pour la première fois, une caméra à l'épaule 16 mm fut utilisée en plus des caméras stationnaires 35 mm. Les scènes du Contrôleur furent filmées le 17 dans les studios d'Ealing.
Comme souvent, chaque partie fut tournée au studio BBC D de Lime Grove, les épisodes étant répétés toute la semaine avant d'être enregistrés d'un seul tenant dans la journée du samedi. Ces studios étant considérés comme étroits pour la série, quelques plans de "The Macra Terror" furent enregistrés dans les studios de Riverside lors du tournage de « The Moonbase. » La première partie fut enregistrée le 4 mars 1967, soit une semaine avant sa diffusion. Annake Wills s'étant fait couper les cheveux, elle porta une perruque au début du tournage et la scène où elle se fait "rafraîchir" a été rajoutée pour expliquer ce changement.
L'équipe eu des problèmes avec le Macra géant, qui faisait trois mètres de haut et devait être monté en dehors des plateaux. Les techniciens durent également trouver quelques astuces pour que le tout soit filmé convenablement.

### Post Production
Cet épisode marque l'apparition d'un nouveau générique pour la série, la première fois depuis 1963. Il redemande à son concepteur originel, Bernard Lodge, de refaire ses effets tout en y incorporant le visage de Patrick Troughton.

## Diffusion et Réception
| Épisode                                                     | Date de diffusion | Durée | Téléspectateurs en millions | Archives                                |
| ----------------------------------------------------------- | ----------------- | ----- | --------------------------- | --------------------------------------- |
| Épisode 1                                                   | 11 mars 1967      | 22:58 | 8,0                         | Bande audio et quelques extraits vidéos |
| Épisode 2                                                   | 18 mars 1967      | 23:21 | 7,9                         | Bande audio et quelques extraits vidéos |
| Épisode 3                                                   | 25 mars 1967      | 23:24 | 8,5                         | Bande audio et quelques extraits vidéos |
| Épisode 4                                                   | 1er avril 1967    | 24:41 | 8,4                         | Bande audio et quelques extraits vidéos |
| L'épisode fit un score d'audience plutôt bon pour la série. |                   |       |                             |                                         |

La critique moderne est assez bienveillante avec cet épisode : Le "Discontinuity Guide" juge que cet épisode permet d'avoir un examen de la psychologie des années 1960, tandis que le "Television Companion" juge que cet épisode sur le thème de la propagande réussit à être assez complexe tout en étant desservi par d'assez bons seconds rôles. La seule réserve vient de l'aspect des Macras, assez grotesque.

### Épisodes manquants
Dans les années 1970 à des fins d'économie, la BBC détruisit de nombreux épisodes de Doctor Who. Aucune partie complète des bandes originales de Macra Terror ne furent retrouvées, seule la bande audio, et des captures d'écrans (les "télésnaps" inventions de John Cura) purent permettre de reconstruire cet épisode, notamment sous forme de roman photo.
Néanmoins, quelques minutes de l'épisode furent découvertes en Australie et rendu à la BBC par Damien Shanahan en 1996. En effet, lors de la diffusion à l'étranger, certains passages de la première partie, jugés trop violents furent censurés. Ces quelques passages montrent Ben se battant contre les Macras ou bien Jamie face à eux.

## Novélisation
L'épisode fut novélisé sous le titre de "The Macra Terror" par Ian Stuart Black lui-même et publié en décembre 1987 sous le numéro 123 de la collection Doctor Who des éditions Target Book. Cette novélisation n'a jamais connu de traduction.

## Édition Cassette, CD, DVD et Blu Ray
L'épisode n'a jamais été édité en français, mais a connu plusieurs éditions au Royaume-Uni, en Australie et aux États-Unis.
- La bande son de l'épisode retrouvée par les fans a été éditée sur Cassette le 6 juillet 192 avec la voix off de Colin Baker (le 6e Docteur) servant d'introduction et de lien entre les différents passages. Cette bande son fut remasterisée et réédité en 2000 sur CD.
- Les quelques secondes de censure australienne sont disponibles dans le coffret "Doctor Who, Lost in Time" sorti en novembre 2004 et réunissant des passages d'épisodes perdus.
- La bande son fut rééditée une troisième fois le 2 février 2012 dans le coffret Doctor Who, the Lost Episodes - Collection Four. C'est cette fois-ci la voix d'Anneke Wills qui sert de fil rouge.
- Une reconstruction de l'épisode a été effectuée par l'équipe de "Loose Cannon Productions" par deux fois. La dernière version "refaite" date de janvier 2006 et propose de plus belles images[5]. L'épisode, diffusé gratuitement par VHS est constitué d'un diaporama à partir des bandes son, des télésnaps de l'épisode et des passages censurés en Australie. Elle y inclut également une introduction et une conclusion par Terence Lodge (Medok), et une interview de Ian Fairbairn, (Questa.)
- Une reconstitution en dessin animé des quatre épisodes, sur la base de la bande son existante, est sortie en mars 2019 en DVD et en Blu Ray au Royaume Uni.